# Deutscher Darstellerpreis
De Deutscher Darstellerpreis (Nederlands: Duitse acteerprijs), ook wel bekend als Deutscher Darstellerpreis "Chaplin Shoe" of kortweg Chaplin, was een prijs die van 1977 tot 1990 door de beroeps- en kunstenaarsvereniging Bundesverband Regie (BVR) werd uitgereikt voor de meest uitmuntende acteerprestatie van het voorgaande jaar. De prijs bestond uit een bronzen afgietsel van de originele schoenen van Charlie Chaplin, als symbool voor de moeilijkheden die overwonnen moeten worden bij het nastreven van een loopbaan in de podiumkunsten.
In 1982 werd de prijs aangevuld met een prijs voor jong talent voor acteurs van wie de regisseurs hoopten dat ze "tot de grote namen van morgen" zouden gaan behoren. In 1991 werd de prijsuitreiking "tot nader" order opgeschort.

## Prijswinnaars
- 1977 Edith Clever, Tilo Prückner
- 1978 Katja Rupé, Jürgen Prochnow
- 1979 Erika Skrotzki, Bruno Ganz
- 1980 Katharina Thalbach, Otto Sander
- 1981 Barbara Sukowa, Rolf Zacher
- 1982 Jutta Lamp, Günter Lamprecht
  - Prijzen voor jong talent: Suzanne von Borsody, Heinz Hoenig
- 1983 Eva Mattes, Armin Mueller-Stahl
  - Prijzen voor jong talent: Irene Clarin, Werner Stocker
- 1984 Rosel Zech, Gerhard Polt
  - Prijzen voor jong talent: Sunnyi Melles, Claude-Oliver Rudolph
- 1985 Marita Breuer, Götz George
  - Prijzen voor jong talent: Anja Jaenicke, Uwe Ochsenknecht
- 1986 Sissy Höfferer, Mario Adorf
  - Prijzen voor jong talent: Leslie Malton, Dietmar Bär
- 1987 Senta Berger, Udo Samel
  - Prijzen voor jong talent: Annette Uhlen, Dominic Raacke
- 1988 Marianne Hoppe, Hans Korte
  - Prijzen voor jong talent: Claudia Messner, Martin May
- 1989 Hannelore Hoger, Otto Sander
  - Prijzen voor jong talent: Dana Vávrová, Michael Roll
- 1990 Lena Stolze, Ulrich last
  - Prijzen voor jong talent: Anja Franke, Uwe Bohm